# 1947 a sportban
1947 főbb sporteseményei a következők voltak:
- Az Újpest FC nyeri az NB1-et. Ez a klub nyolcadik elsősége.
- Asbóth József az első magyar győztes a Roland Garrosnak.
- Megépül a Real Madrid labdarúgócsapatának stadionja. Luis Alemany Soler és Manuel Muñoz Monasterio tervei szerint épült, 1947. december 14-én avatták fel. 107×72 m, 80 354 néző számára jut benn ülőhely.

## Születések
- január 1. – Kahi Salvovics Aszatiani, grúz labdarúgóedző, szovjet válogatott labdarúgó († 2002)
- január 2.
  - Ri Cshangmjong, Észak-koreai válogatott labdarúgókapus
  - Valerij Pjatrovics Sarij, szovjet színekben olimpiai, világ- és Európa-bajnok belarusz súlyemelő
- január 7. – Sztefan Angelov, olimpiai bronzérmes bolgár birkózó († 2019)
- január 26. – Jurij Mihajlovics Gyacsuk-Sztavickij, ukrán labdarúgó, edző († 2019)
- január 27. – Branislav Pokrajac, olimpiai bajnok jugoszláv kézilabdázó és olimpiai bajnok kézilabdázó († 2018)
- január 31. – Nolan Ryan, World Series bajnok amerikai baseballjátékos, National Baseball Hall of Fame and Museum tag
- február 3.
  - Hriszto Bonev, bolgár válogatott labdarúgó, edző
  - Elena Ceampelea, román szertornász, edző, nemzetközi tornabíró
  - Georgi Kamenszki, bolgár válogatott labdarúgókapus
- február 5. – Eduardo Antunes Coimbra, brazil válogatott labdarúgó, edző
- február 13.
  - Augusto Matine, mozambiki születésű, portugál válogatott labdarúgó, középpályás, edző († 2020)
  - Leonyid Mihajlovics Romanov, szovjet színekben világbajnok, olimpiai ezüstérmes orosz tőrvívó
- március 6. – Mwamba Kazadi, afrikai nemzetek kupája bajnok zairei válogatott kongói labdarúgókapus († 1996)
- március 7.
  - Detre Szabolcs, olimpiai bronzérmes vitorlázó, síelő
  - Detre Zsolt, olimpiai bronzérmes vitorlázó, síelő
  - Walter Röhrl, német autóversenyző
  - Rubén Suñé, argentin válogatott labdarúgó, középpályás († 2019)
- március 8. – Al Osborne, kanadai jégkorongozó
- március 9. – Emiliano Mondonico, olasz labdarúgó, edző († 2018)
- március 11.
  - Wan Rashid Jaafar, malajziai nemzetközi labdarúgó-játékvezető
  - David Stewart, skót válogatott labdarúgó, kapus († 2018)
- március 22. – Afanasijs Kuzmins, olimpiai, világ- és Európa-bajnok szovjet-lett sportlövő
- március 29. – Viktor Jakovlevics Potapov, olimpiai bronzérmes, kétszeres világbajnok szovjet-orosz vitorlázó († 2017)
- március 31. – Tom Miller, kanadai jégkorongozó († 2017)
- április 3. – Ladislav Kuna, csehszlovák válogatott, szlovák labdarúgó, edző († 2012)
- április 5. – Blagoje Isztatov, jugoszláv–macedón labdarúgó, kapus, edző († 2018)
- április 14. – Heinz Schilcher, osztrák válogatott labdarúgó, középpályás, edző († 2018)
- április 19. – Edin Sprečo, jugoszláv válogatott bosnyák labdarúgó († 2020)
- április 22. – Sámuel Rózentál, izraeli válogatott labdarúgó
- május 1. – Danilo Popivoda, jugoszláv válogatott labdarúgó
- május 14. – Jana Vápenková, csehszlovák válogatott cseh röplabdajátékos, olimpikon († 2020)
- május 18. – Dave Smith, amerikai amerikaifutball-játékos († 2020)
- május 22. – Vlagyimir Gennagyjevics Gyenyiszov, szovjet színekben világbajnok, olimpiai ezüstérmes orosz tőrvívó
- május 27. – Branko Oblak, szlovén labdarúgó
- június 3. – Ken Burmeister, amerikai egyetemi kosárlabdaedző († 2020)
- június 4. – Saoul Mamby, amerikai ökölvívó († 2019)
- június 11. – Bob Evans, brit autóversenyző, Formula–1-es pilóta
- június 23. – Cví Rózen, izraeli válogatott labdarúgó
- június 30.
  - Jos Heyligen, Európa-bajnoki ezüstérmes belga labdarúgó
  - Vlagyimir Vlagyimirovics Petrov, olimpiai és világbajnok szovjet válogatott orosz jégkorongozó († 2017)
- július 3. – Rob Rensenbrink, világbajnoki ezüstérmes, Európa-bajnoki bronzérmes, Kupagyőztesek Európa-kupája- és UEFA-szuperkupa-győztes holland válogatott labdarúgó, csatár († 2020)
- július 11. – Jaroslav Pollák, Európa-bajnok csehszlovák válogatott szlovák labdarúgó († 2020)
- július 12. – Füzes Gyula, magyar válogatott kézilabdázó, edző, sportvezető († 2019)
- július 15. – Glen Shirton, kanadai jégkorongozó
- július 27. – Giora Spiegel, izraeli válogatott labdarúgó, edző
- július 29. – Mladen Vaszilev, bolgár válogatott labdarúgó
- augusztus 4. – Ildo Maneiro, uruguayi válogatott labdarúgó, edző
- augusztus 6. – Jevgenyij Vlagyimirovics Zimin, olimpiai és világbajnok szovjet válogatott orosz jégkorongozó († 2018)
- augusztus 10.
  - Rizah Mešković, jugoszláv válogatott bosnyák labdarúgókapus
  - Laurent Pokou, elefántcsontparti válogatott labdarúgó, csatár († 2016)
- augusztus 11. – Theo de Jong, világbajnoki ezüstérmes labdarúgó, középpályás, edző
- augusztus 21. – Erdős Sándor, olimpiai bajnok vívó
- augusztus 22. – Mark Harris, ausztrál válogatott rögbijátékos († 2020)
- augusztus 26. – Nicolae Dobrin, román labdarúgó († 2007)
- augusztus 31. – Dimitar Marasliev, bolgár válogatott labdarúgó
- szeptember 15. – Peter Wilson, ausztrál válogatott labdarúgó
- szeptember 18. – Jaime Portillo, salvadori válogatott labdarúgó
- szeptember 28. – Volodimir Mikolajovics Troskin, Európa-bajnoki ezüstérmes, olimpiai bronzérmes szovjet-ukrán válogatott labdarúgó, edző († 2020)
- október 5. – Gary Edwards, kanadai jégkorongozó
- október 8. – Bernard Talvard, világbajnok, olimpiai bronzérmes francia tőrvívó
- október 18. – Sztefan Aladzsov, bolgár válogatott labdarúgó
- október 29. – Henri Michel, francia válogatott labdarúgó, olimpiai bajnok edző († 2018)
- október 31. – Levon Istoján, szovjet válogatott örmény labdarúgó
- november 8.
  - Göran Hagberg, svéd válogatott labdarúgókapus
  - Guus Hiddink, holland labdarúgóedző
- november 16. – Siegmar Wätzlich, olimpiai bronzérmes német labdarúgó († 2019)
- november 17. – Aldo Nardin, olasz labdarúgó († 2020)
- november 18. – Omar Larrosa, világbajnok argentin válogatott labdarúgó
- november 19.
  - Vaszílisz Konsztandínu, görög válogatott labdarúgókapus
  - Alberto Villalta, olimpiai válogatott salvadori labdarúgó, hátvéd († 2017)
- november 20. – Eli Ben-Rimóz, izraeli válogatott labdarúgó
- november 24. – Jacques Crevoisier, francia labdarúgó és edző († 2020)
- december 3. – Wayne Garrett, World Series bajnok amerikai baseballjátékos
- december 5. – Jehósuá Feigenbaum, izraeli válogatott labdarúgó, edző
- december 18. – Karol Dobiaš, Európa-bajnok csehszlovák válogatott szlovák labdarúgó, hátvéd, középpályás, edző
- december 26. – Menáhém Belló, izraeli válogatott labdarúgó

## Halálozások
- ? – Earl Ball, amerikai amerikai futball edző és csapatulajdonos, a National Football League (NFL) egyik alapítója(* 1885)
- január 4. – Albert Ireton, olimpiai bajnok brit kötélhúzó (* 1879)
- január 15. – Jimmy Sheckard, World Series bajnok amerikai baseballjátékos (* 1878)
- január 29. – Del Gainer, World Series bajnok amerikai baseballjátékos (* 1886)
- január 31. – Johnny Kling, World Series bajnok amerikai baseballjátékos (* 1875)
- február 10. – George Whiteman, World Series bajnok amerikai baseballjátékos (* 1884)
- március 28. – Johnny Evers, World Series bajnok amerikai baseballjátékos, National Baseball Hall of Fame and Museum tag  (* 1881)
- május 1. – Kitty Bransfield, amerikai baseballjátékos (* 1875)
- május 24.
  - Albert Guyot, francia autóversenyző (* 1881)
  - Øistein Schirmer, olimpiai bajnok norvég tornász (* 1879)
- június 25. – Oluf Olsson, olimpiai ezüst- és bronzérmes dán tornász (* 1873)
- július 14. – Orval Overall, World Series bajnok amerikai baseballjátékos (* 1881)
- július 20. – Alfred Bowerman, olimpiai bajnok brit krikettjátékos (* 1873)
- augusztus 3. – Vic Willis, World Series bajnok amerikai baseballjátékos, National Baseball Hall of Fame and Museum tag (* 1876)
- augusztus 11. – Harry Davis, World Series bajnok amerikai baseballjátékos (* 1873)
- augusztus 26. – Hugh McQuillan, World Series bajnok amerikai baseballjátékos (* 1895)
- szeptember 5. – William Graham, olimpiai ezüstérmes brit-ír gyeplabdázó (* 1886)
- október 3. – Len Charpier, amerikai amerikaifutball-játékos (* 1897)
- október 20. – Gilbert Bougnol, olimpiai ezüstérmes francia vívómester (* 1866)
- december 2. – John Campbell, skót válogatott labdarúgó (* 1872)
- december 24. – Charles Gondouin, olimpiai bajnok francia rögbijátékos és olimpiai ezüstérmes kötélhúzó (* 1875)